# Жас казах (журнал)
«Жас казах» (каз. «Жасқазақ» — «Молодой казах») — первый казахский молодёжный общественно-политический и литературно-художественный журнал. Издавался с октября 1923 по апрель 1925 года в Оренбурге. Редакторы — Е. Алдонгаров, А. Оразбаева, А. Сегизбаев.
Цели и задачи журнала:
- Призыв казахской молодёжи к активному участию в развитии народного хозяйства и ликвидации безграмотности.
- Повествование о преимуществах образования и просвещения.
- Предоставление рекомендаций по созданию кооперативов и организаций бедняков.
- Пропаганда казахской литературы.

В «Жас казак» публиковались произведения казахских писателей и поэтов того времени, а также наследие древней казахской литературы.
В 1925 году журнал объединился с газетой «Жас кайрат» в журнал «Лениншил жас», впоследствии преобразованный в одноимённую газету (ныне носит название «Жас Алаш»).